# Atlassian
Atlassian Corporation Plc (/ətˈlæsiən/) è una compagnia di software enterprise che sviluppa prodotti per sviluppatori di software, project management e per la gestione dei contenuti. È nota soprattutto per la sua applicazione di tracciamento delle segnalazioni, Jira, per l'applicazione wiki e per la piattaforma collaborativa Confluence. Atlassian possiede oltre 135.000 clienti.

## Storia
Mike Cannon-Brookes e Scott Farquhar fondarono Atlassian nel 2002. La coppia si è incontrata mentre studiava all'Università del Nuovo Galles del Sud a Sydney. Sostennero economicamente la società per diversi anni, finanziando l'avvio con un debito di $ 10.000 sulla carta di credito.
Il nome deriva dal dio titano Atlante (in inglese Atlas) dalla mitologia greca, condannato a reggere i Cieli dopo che gli dei greci avevano rovesciato i Titani. Ciò si è riflesso nel logo della società utilizzato dal 2011 fino al re-branding 2017 che mostrava una figura a forma di X blu che reggeva quello che viene mostrato come il fondo del cielo.
Atlassian ha rilasciato il suo prodotto di punta, Jira - un tracker di progetti e segnalazioni, nel 2002. Nel 2004, ha rilasciato Confluence, una piattaforma di collaborazione in team che consente agli utenti di lavorare insieme sui progetti, creare insieme contenuti e condividere documenti e altre risorse multimediali.
Nel 2006, Cannon-Brookes e Farquhar furono nominati Imprenditori dell'anno da Ernst & Young per l'Australia.
Nel luglio 2010, Atlassian raccolse $ 60 milioni di capitale di rischio da Accel Partners.
Nel giugno 2011, Atlassian dichiarò entrate per $ 102 milioni, in crescita del 35% rispetto all'anno precedente.
Nell'agosto 2011, Jay Simons divenne presidente, mentre Cannon-Brookes e Farquhar mantennero le loro posizioni di "condirettore esecutivo". Per l'anno fiscale del giugno 2014, Atlassian registrò $ 215 milioni di entrate, rispetto a $ 144 milioni nel 2013.
Nella ristrutturazione del 2014, la società madre è diventata Atlassian Corporation PLC con sede legale a Londra, sebbene l'attuale quartier generale sia rimasto a Sydney.
Atlassian ha nove uffici in sei paesi: Amsterdam, Austin, New York, San Francisco, Mountain View, Manila, Yokohama, Bangalore e Sydney.
Il gruppo ha oltre 3.000 dipendenti, al servizio di oltre 130.000 clienti e milioni di utenti.
Nel novembre 2015, Atlassian ha annunciato vendite per $ 320 milioni e Shona Brown è entrata a far parte del consiglio di amministrazione. Il 10 dicembre 2015 Atlassian ha presentato la sua offerta pubblica iniziale (IPO) alla borsa NASDAQ, con il simbolo TEAM, portando la capitalizzazione di mercato di Atlassian a $ 4,37 miliardi.
Nel marzo 2019, il valore di Atlassian era di $ 26,6 miliardi. Cannon-Brookes e Farquhar possiedono ciascuno circa il 30%.

## Impostazione delle vendite
Atlassian non ha un team di vendita tradizionale, ma si affida al suo sito Web.

## Acquisizioni e annunci di prodotti
Nel 2010, Atlassian acquisì Bitbucket, un servizio di hosting per la collaborazione nello sviluppo di codice. Nel maggio 2012, fu lanciato Atlassian Marketplace, un servizio che consente ai clienti di scaricare plug-in per vari prodotti Atlassian. Nello stesso anno Atlassian rilasciò anche Stash, un repository Git per le imprese, in seguito ribattezzato Bitbucket Server.
Altri prodotti sono Crucible, FishEye, Bamboo e Clover, destinati ai programmatori che lavorano sulla base del codice. FishEye, Crucible e Clover sono entrati nel portafoglio di Atlassian attraverso l'acquisizione di un'altra società di software australiana, Cenqua, nel 2007. Nel 2012, Atlassian ha acquisito HipChat, un servizio di messaggistica istantanea in ambito lavorativo.
Doug Burgum è diventato presidente del consiglio di amministrazione nel luglio 2012.
Nel 2013, Atlassian ha annunciato un prodotto di service desk per Jira con supporto completo per gli accordi a livello di servizio.
Sourcetree è un client desktop Git e Mercurial per sviluppatori su Mac o Windows.
Nel 2015 ha annunciato l'acquisizione della società di chat di lavoro Hall, con l'intenzione di migrare tutti i clienti di Hall al proprio prodotto di chat HipChat.
Nel luglio 2016 è stata acquisita una piccola startup chiamata Dogwood Labs a Denver, che sviluppava un prodotto chiamato StatusPage.
Nel gennaio 2017 Atlassian ha annunciato l'acquisto di Trello per $ 425 milioni.
Il 7 settembre 2017 la società ha lanciato Stride, un servizio di chat via web alternativo a Slack. Meno di un anno dopo, il 26 luglio 2018, Atlassian ha annunciato la dismissione del servizio, congiuntamente alla cessione della proprietà intellettuale di HipChat e Stride al concorrente Slack e che avrebbe chiuso HipChat e Stride nel 2019. Come parte dell'accordo, Atlassian ha ottenuto una piccola partecipazione in Slack.
Il 4 settembre 2018 la società ha acquisito OpsGenie per $ 295 milioni.
Il 18 marzo 2019, la società ha annunciato di aver acquisito Agilecraft per $ 166 milioni.

## Filantropia
Nel marzo 2011, la società ha devoluto $ 1 milione per l'organizzazione di beneficenza Room to Read, ricavato dalle vendite delle sue licenze "Starter" da $ 10.

## Sponsorizzazioni
L'11 febbraio 2025 viene annunciata la partnership ufficiale con il team di Formula 1 della Williams per la stagione 2025, diventandone contemporaneamente title sponsor.